# (275809) 2001 QY297
(275809) 2001 QY297, também escrito como (275809) 2001 QY297, é um objeto transnetuniano (TNO) que está localizado no cinturão de Kuiper, uma região do Sistema Solar. Ele é classificado como um cubewano. O mesmo possui uma magnitude absoluta de 5,6 e, tem um diâmetro estimado de cerca de 158 km, por isso existem poucas chances que possa ser classificado como um planeta anão, devido ao seu tamanho relativamente pequeno. Este corpo celeste é um sistema binário, o outro componente, o S/2007 (275809) 1, possui um diâmetro estimado em cerca de 144 km.

## Descoberta
(275809) 2001 QY297 foi descoberto no dia 21 de agosto de 2001 por Marc W. Buie.

## Órbita
A órbita de (275809) 2001 QY297 tem uma excentricidade de 0.082, possui um semieixo maior de 43.677 UA. O seu periélio leva o mesmo a uma distância de 40.091 UA em relação ao Sol e seu afélio a 47.264.